# Dammbrücke (Hamburg)

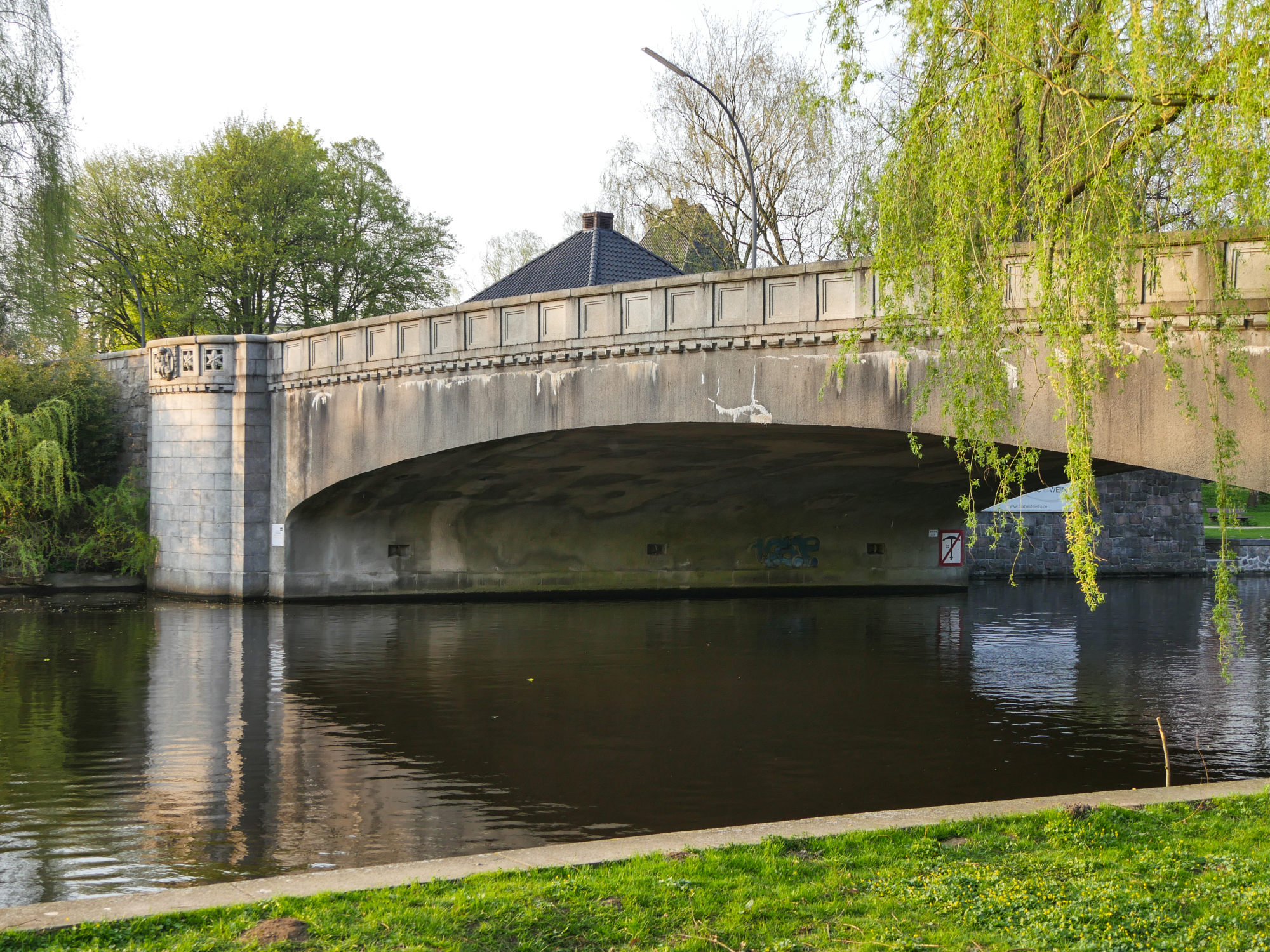
Dammbrücke

Die Dammbrücke ist eine 25,90 Meter lange Bogenbrücke, über die der Alsterdorfer Damm im Hamburger Stadtteil Alsterdorf die Alster quert.
Die Dammbrücke wurde zwischen 1915 und 1918 unter dem Hamburger Oberbaudirektor Fritz Schumacher errichtet.
Sie ist mit der Nummer 20319 als Kulturdenkmal in der Denkmalliste der Hamburger Behörde für Kultur und Medien aufgeführt.
Die Brücke wird auch als Alsterdorfer Dammbrücke bezeichnet. Ihre Brückennummer lautet 247 und ihre Bauwerksnummer 2326 076.
Der Alsterdorfer Damm wurde zwischen 1834 und 1836 quer durch die alsternahen Flusswiesen aufgeschüttet, führte ursprünglich an dieser Stelle über eine Holzbrücke und verband Alsterdorf mit der Alsterkrugchaussee. Im Zuge der Kanalisierung der Alster, die die Stadt nach den Plänen des Hamburger Ingenieurwesens ausführen ließ, wurde die hölzerne Dammbrücke schließlich gegen eine Betonbrücke ersetzt. Die neue Dammbrücke wurde mit Hohlkästen in Beton erbaut. Um den Baustoff zu verschleiern, wurden Teile der Brücke mit Werksteinen verkleidet. Das Brückengeländer besteht aus Naturstein.